# Mátrix-szervezet

Egy mátrix-szervezet felépítésének vázlata

A mátrix-szervezet gazdasági szervezetek egy lehetséges szervezési alapelve, ami alapján az illetékességek és a felelősségek felépíthetőek. Nem az egyes, hanem az összes munkafolyamat irányítására szolgáló komplex vezetési struktúra.

## Leírása
Lényege, hogy a vezetési funkciókat két, egymástól független, de azonos jogosultságú részre osztják fel (például horizontálisan a tevékenységi körök, vertikálisan pedig a termékcsoportok alapján). Az alkalmazottak egyszerre mindkét hierarchiához is tartoznak. Ebből kifolyólag a mátrix-szervezet a többszintű szervezet egy formája.
A horizontális felosztást jellemzően piacok, termékek vagy szolgáltatási régiók szerint, míg a vertikálisat személyzeti-, termelési- és marketing-funkciók szerint végzik. A két felosztás együtt adja ki a nevezett mátrixot.
Az ezzel kapcsolatban fellépő hatásköri átfedések a gyakorlatban gyakran vezetnek olyan problémákhoz, hogy a tényleges vezetési tevékenység egy szinttel szűkül, és végső soron az alkalmazottak csak az egyik hierarchiának lesznek alárendelve, míg a másik alárendelt szerepet kap, és legfeljebb csak alkalmanként kap lehetőséget az alkalmazott irányítására.
A manapság szokásos és sokszor nagyon sikeres mátrix-szervezés a szakmai és a tárgyi funkciókra bontja szét az irányítási feladatokat. Ilyenkor a tárgyi vezetés nagyon gyakran projektalapú, és csak az adott projekt időtartamára kap szerepet.
A mátrix-szervezet a következő követelményeket állítja a szervezet elé:
- A felsővezetés egyszerre két irányítási láncért is felelős.
- Azonos jogosultságú, ám átfedő hatáskörű középvezetők.
- Az alkalmazottaknak egyszerre két vezetésnek is meg kell felelnie.

## Típusai
Az erős mátrix a projektalapú szervezethez hasonlít. A projektmenedzserek határoznak az erőforrások felett, de a projektek megvalósítása a fölérendelt struktúrába tagozódva történik.
A gyenge mátrix a tevékenységalapú szervezetre hasonlít. Itt a projektmenedzserek teljes egészében az egyes projektekhez tartoznak, a megvalósításukat pedig a szakmai hierarchiától igénybevett szolgáltatásokkal valósítják meg.

## Előnyök
A mátrix-szervezet előnyei a következők:
- Rövidebb kommunikációs utak,
- Az ellentétes szempontok flexibilis figyelembevétele, kezelése,
- A vezetési funkciók specializációja a felsővezetés egyidejű tehermentesítésével,
- Problémamegoldások a különböző szempontok egyidejű figyelembevételével, a szakmai kompetenciák a hierarchiában betöltött helyhez képest előnyben részesülnek, csapatmunkát kényszerít ki.

Az alkalmazottak számára további előnyt jelent, hogy
- közvetlenebb kapcsolatban állnak a felettes szakmai vezetéssel,
- állandó kapcsolatuk van a vezetéshez, aki a szakmai szempontjaikat és fejlődésüket is figyelembe veszi,
- közösségi környezetet segít elő.

A szakmai- és tevékenységi körök szerinti felosztás főképp nagyobb szervezeteknél egyszerűbb. Emellett könnyebb az egyes tevékenységi szempontokhoz megfelelőbb vezetőt találni, mint olyan általános menedzsert, aki mindkét szempont szerint jól teljesít.
A mátrix-szervezet további előnye, hogy a terhelésingadozásokat jobban követni tudja, mivel az alkalmazottakat nem kell kivonni az elsődleges szervezetből, hanem projektalapon, igény szerint lehet csoportosítani őket. Ez azonban csak elegendően nagy számú alkalmazott és projekt esetén tud érvényesülni.

### Hátrányok
- hatásköri konfliktusok
  - hatalmi harcok és előnytelen kompromisszumok
  - elszámolási nehézségek sikerek és sikertelenségek esetén
  - átláthatóság hiánya, a szakértelmek egyértelmű nyilvántartása szükséges,
- magasabb kommunikációs ráfordítások
- járulékos tervezési költségek és a projektek között magas általános költségek
- nehézkes és hosszadalmas döntési folyamatok
- bizonytalanság a többszörös alárendelések miatt
- ezért a teljesítmény garantálása nehézkes
  - teljesítőképesség csökkenése, ha ezt a vezetés nem ismeri fel
  - a kollégák teljesítménye felülről nehezen becsülhető
- A specialisták kezelése az alapszervezeten belül a projektszünetek alatt további tervezési-, menedzsment és általános költségeket jelent, továbbá a külső munkaerő alkalmi projektszervezetbe tagozódása gyakran nem hatékony.

Emellett az alkalmazottakat demoralizálhatja a projekt- és alapszervezetből származó kötelezettségeik egyszerre történő teljesítése, mert túlhajtva érezhetik magukat. Ez gyakran kiégéshez is vezet.

## Alkalmazás
Többnyire nagy, multinacionális vállalatoknál alkalmazzák, ahol a menedzsment elég nagy a többszörös felosztáshoz. A hosszútávú cél a szervezet egy tervezhető, jól irányítható irányba vitele, a mátrixszervezet nagyobb járulékos költségeinek árán. Ezért a mátrixszervezetek javarészt projektorientált iparágakban (például építőipar, autógyártás, informatika vagy pénzügyek) sikeresek.
Tömegtermelésben (például élelmiszeripar) mátrixszervezeteket alig találni.

## Linkek
- Egy mátrix-szervezet vezetése
- Mátrix-szervezet bevezetése a zürichi ETH-nál Cikk a zürichi ETH történetéről